# Капустин, Валентин Георгиевич
Валенти́н Гео́ргиевич Капу́стин (р. 23 апреля 1947, Ленинград) — российский фаготист, солист симфонического оркестра Мариинского театра и камерного оркестра старинной и современной музыки, заслуженный артист Российской Федерации.

## Биография
Валентин Капустин окончил музыкальное училище при Ленинградской консерватории по классу Семёна Левина в 1969 году. В 1974 году окончил и саму Ленинградскую консерваторию под руководством профессоров Дмитрия Ерёмина и Григория Ерёмкина.
С 1970 по 1974 году Капустин играл в камерном оркестре старинной и современной музыки под управлением Николая Рабиновича и Карла Элиасберга. С 1974 года он — солист оркестра театра оперы и балета имени С. М. Кирова (Мариинского театра) (в настоящее время — солист-регулятор). В 2008 году Валентину Капустину было присвоено почётное звание заслуженный артист Российской Федерации.